# Phú Giáo (huyện)
Phú Giáo là một huyện cũ nằm ở phía đông bắc tỉnh Bình Dương, Việt Nam.

## Địa lý
Huyện Phú Giáo nằm ở phía đông bắc tỉnh Bình Dương, có vị trí địa lý:
- Phía đông giáp huyện Vĩnh Cửu, tỉnh Đồng Nai
- Phía tây giáp huyện Bàu Bàng và thị xã Chơn Thành, tỉnh Bình Phước
- Phía nam giáp huyện Bắc Tân Uyên
- Phía bắc giáp thành phố Đồng Xoài và huyện Đồng Phú thuộc tỉnh Bình Phước.

Huyện Phú Giáo có diện tích 544,44 km², dân số năm 2021 là 95.433 người, mật độ dân số đạt 176 người/km².

### Điều kiện tự nhiên

#### Khí hậu
Khí hậu Phú Giáo ôn hòa, mỗi năm có 2 mùa, 6 tháng mùa khô (từ tháng 11 đến tháng 4) và 6 tháng mùa mưa (từ tháng 5 đến tháng 10). Nhiệt độ trung bình từ 26 °C đến 34 °C. Lượng mưa trung bình trên địa bàn huyện là 1947,7 mm. Số ngày mưa trung bình là 163 ngày trong năm. Không khí có độ ẩm cao.

#### Thổ nhưỡng
Đất Phú Giáo chủ yếu là đất ban xám rất thích hợp cho các cây công nghiệp như: cao su, điều, tiêu và các loại cây ăn quả. Riêng dải đất ven Sông Bé là đất phù xa mới, trồng lúa và các loại rau đậu tốt.

#### Địa hình
Nằm trên địa hình đồi thoải lượn sóng và các dải đất hẹp ven Sông Bé, đất có độ cao trung bình thấp và tương đối bằng phẳng.

## Hành chính
Huyện Phú Giáo có 11 đơn vị hành chính cấp xã trực thuộc, bao gồm thị trấn Phước Vĩnh (huyện lỵ) và 10 xã: An Bình, An Linh, An Long, An Thái, Phước Hòa, Phước Sang, Tam Lập, Tân Hiệp, Tân Long, Vĩnh Hòa.

## Lịch sử
Dưới thời Pháp thuộc, huyện Phú Giáo là một phần quận Tân Uyên, tỉnh Biên Hòa.
Năm 1959, chính quyền Việt Nam Cộng hòa thành lập tỉnh Phước Thành từ phần đất của quận Tân Uyên, tỉnh Biên Hòa, và một phần các tỉnh Bình Dương, Phước Long, Long Khánh. Tỉnh lỵ tỉnh Phước Thành đặt tại Phước Vĩnh. Lúc này Phú Giáo trở thành một quận của tỉnh Phước Thành, quận lỵ đặt tại Bố Lá (nay thuộc xã Phước Hòa).
Năm 1965, tỉnh Phước Thành bị giải thể, quận Phú Giáo được sáp nhập vào tỉnh Bình Dương.
Tháng 2 năm 1976, 3 tỉnh Bình Dương, Bình Long, Phước Long hợp nhất thành tỉnh Sông Bé, huyện Phú Giáo thuộc tỉnh Sông Bé.
Ngày 11 tháng 3 năm 1977, huyện Phú Giáo hợp nhất với huyện Đồng Xoài thành huyện Đồng Phú.
Ngày 1 tháng 1 năm 1997, tỉnh Bình Dương được tái lập từ tỉnh Sông Bé. Đồng thời, thị trấn Phước Vĩnh và 5 xã: An Bình, An Linh, Phước Sang, Tân Hiệp, Vĩnh Hòa được chuyển từ huyện Đồng Phú về huyện Tân Uyên, tỉnh Bình Dương.
Ngày 23 tháng 7 năm 1999, Chính phủ ban hành Nghị định 58/1999/NĐ-CP về việc tái lập huyện Phú Giáo trên cơ sở 53.861 ha diện tích tự nhiên và 58.207 nhân khẩu của huyện Tân Uyên.
Huyện Phú Giáo có 9 đơn vị hành chính trực thuộc, gồm 8 xã: Vĩnh Hòa, An Bình, An Linh, Tân Hiệp, Phước Sang, Phước Hòa, An Long, Tân Long và thị trấn Phước Vĩnh.
Ngày 10 tháng 12 năm 2003, Chính phủ ban hành Nghị định 156/2003/NĐ-CP về việc thành lập xã Tam Lập trên cơ sở 12.057 ha diện tích tự nhiên và 2.119 nhân khẩu của xã Vĩnh Hòa.
Ngày 17 tháng 11 năm 2004, Chính phủ ban hành Nghị định 190/2004/NĐ-CP về việc thành lập xã An Thái trên cơ sở 6.471 ha diện tích tự nhiên và 3.794 nhân khẩu của xã An Linh.
Như vậy, huyện Phú Giáo có 1 thị trấn và 10 xã như hiện nay.

## Kinh tế - xã hội
Hiện nay, huyện đang triển khai xây dựng khu đô thị Phước Hòa Golden Land nằm trên địa bàn xã Phước Hòa.